# كلارك بارنز
كلارك بارنز (بالإنجليزية: Clark Barnes)‏ هو سياسي أمريكي، ولد في 6 أغسطس 1950 في بورتسموث في الولايات المتحدة. حزبياً، نشط في الحزب الجمهوري. وقد انتخب عضو مجلس ولاية فيرجينيا الغربية.